# Jiří Němeček starší
Jiří Němeček starší (12. dubna 1924, Říčany – 29. července 1991, Praha) byl český tanečník, choreograf, šéf Baletu Národního divadla.
Balet se učil u Loly Slabé, poté u Bronislava Szynglarského a konečně v letech 1938–1942 u primabaleríny Národního divadla Jelizavety Nikolské. Za války byl v letech 1943–1944 totálně nasazen jako tanečník v německém Městském divadle ve Vratislavi.
Po válce působil jako sólista baletu v Praze, Opavě, Plzni a Brně. V roce 1957 byl jmenován šéfem Baletu Národního divadla v Praze, kde působil až do roku 1970. Nedlouho po jmenování šéfem baletu skončil s činností aktivního tanečníka a soustředil se výhradně na choreografii a taneční režii.
V roce 1979 se vrátil do čela Baletu ND  a setrval zde až do sezony 1989/1990, kdy jej vystřídal Vlastimil Harapes.
Na jeviště ND uvedl např. balety Sluha dvou pánů (1958), Othello (1959), Romeo a Julie (1962) a Labutí jezero (1971).
Jeho manželkou byla tanečnice ND Elvíra Němečková, syn Jiří byl také členem souboru Baletu ND.

## Ocenění
- 1963 zasloužilý umělec
- 1978 Zasloužilý člen ND
- 1981 národní umělec
- 1984 Řád práce